# Biegi narciarskie na Zimowych Igrzyskach Olimpijskich Młodzieży 2024
Zawody w biegach narciarskich na Zimowych Igrzyskach Olimpijskich Młodzieży 2024 odbyły się w dniach 29 stycznia – 1 lutego 2024 roku.
Zawodnicy i zawodniczki rywalizowali w pięciu konkurencjach: sprincie stylem dowolnym, biegu na 7,5 km stylem klasycznym, oraz w sztafecie mieszanej 4x5 km. Zawody rozgrywane były w koreańskim Gangwon, a areną zmagań było miejscowe Alpensia Biathlon Centre.

## Klasyfikacja medalowa
*   Gospodarz ( Korea Południowa)
| Miejsce | Reprezentacja     | Złoto | Srebro | Brąz | Razem |
| ------- | ----------------- | ----- | ------ | ---- | ----- |
| 1       | Niemcy            | 2     | 2      | 0    | 4     |
| 2       | Szwecja           | 1     | 1      | 0    | 2     |
| 3       | Finlandia         | 1     | 0      | 1    | 2     |
| 4       | Włochy            | 1     | 0      | 0    | 1     |
| 5       | Francja           | 0     | 2      | 2    | 4     |
| 6       | Szwajcaria        | 0     | 0      | 1    | 1     |
| 6       | Stany Zjednoczone | 0     | 0      | 1    | 1     |
| Razem   | Razem             | 5     | 5      | 5    | 15    |

## Terminarz
Na podstawie:
| Data             | Godzina | Konkurencja                                | Złoto                                                               | Srebro                                                                         | Brąz                                                                            |
| ---------------- | ------- | ------------------------------------------ | ------------------------------------------------------------------- | ------------------------------------------------------------------------------ | ------------------------------------------------------------------------------- |
| 29 stycznia 2024 | 13:00   | Sprint stylem dowolnym dziewcząt           | Elsa Tänglander                                                     | Kajsa Johansson                                                                | Nelli-Lotta Karppelin                                                           |
| 29 stycznia 2024 | 13:00   | Sprint stylem dowolnym chłopców            | Federico Pozzi                                                      | Jakob Moch                                                                     | Tabor Greenberg                                                                 |
| 30 stycznia 2024 | 11:00   | Bieg na 7,5 km stylem klasycznym dziewcząt | Nelli-Lotta Karppelin                                               | Agathe Margreither                                                             | Annette Coupat                                                                  |
| 30 stycznia 2024 | 13:30   | Bieg na 7,5 km stylem klasycznym chłopców  | Jakob Moch                                                          | Jonas Müller                                                                   | Quentin Lespine                                                                 |
| 1 lutego 2024    | 11:00   | Sztafeta mieszana 4x5 kilometrów           | Niemcy Sarah Hoffmann · Jonas Müller · Lena Einsiedler · Jakob Moch | Francja Agathe Margreither · Gaspard Cottaz · Annette Coupat · Quentin Lespine | Szwajcaria Leandra Schöpfer · Nolan Gertsch · Ilaria Gruber · Maximilian Wanger |